# Iglesia de San Nicolás de Bari (Sevilla)
La iglesia de San Nicolás de Bari es un templo de culto católico situado en el casco antiguo de Sevilla, provincia homónima, comunidad autónoma de Andalucía, España. Este templo es sede de la Hermandad de la Candelaria, que rinde culto al Cristo de la Salud y a la Virgen de la Candelaria.  Como vecinos de la feligresía de San Nicolás de Bari, los Marqueses de Loreto costearon en buena parte las obras de reconstrucción de la parroquia que culminaron en 1758. También eran patronos de su capilla mayor, en cuyo retablo permanece todavía el escudo del linaje y el panteón familiar. 

## Historia

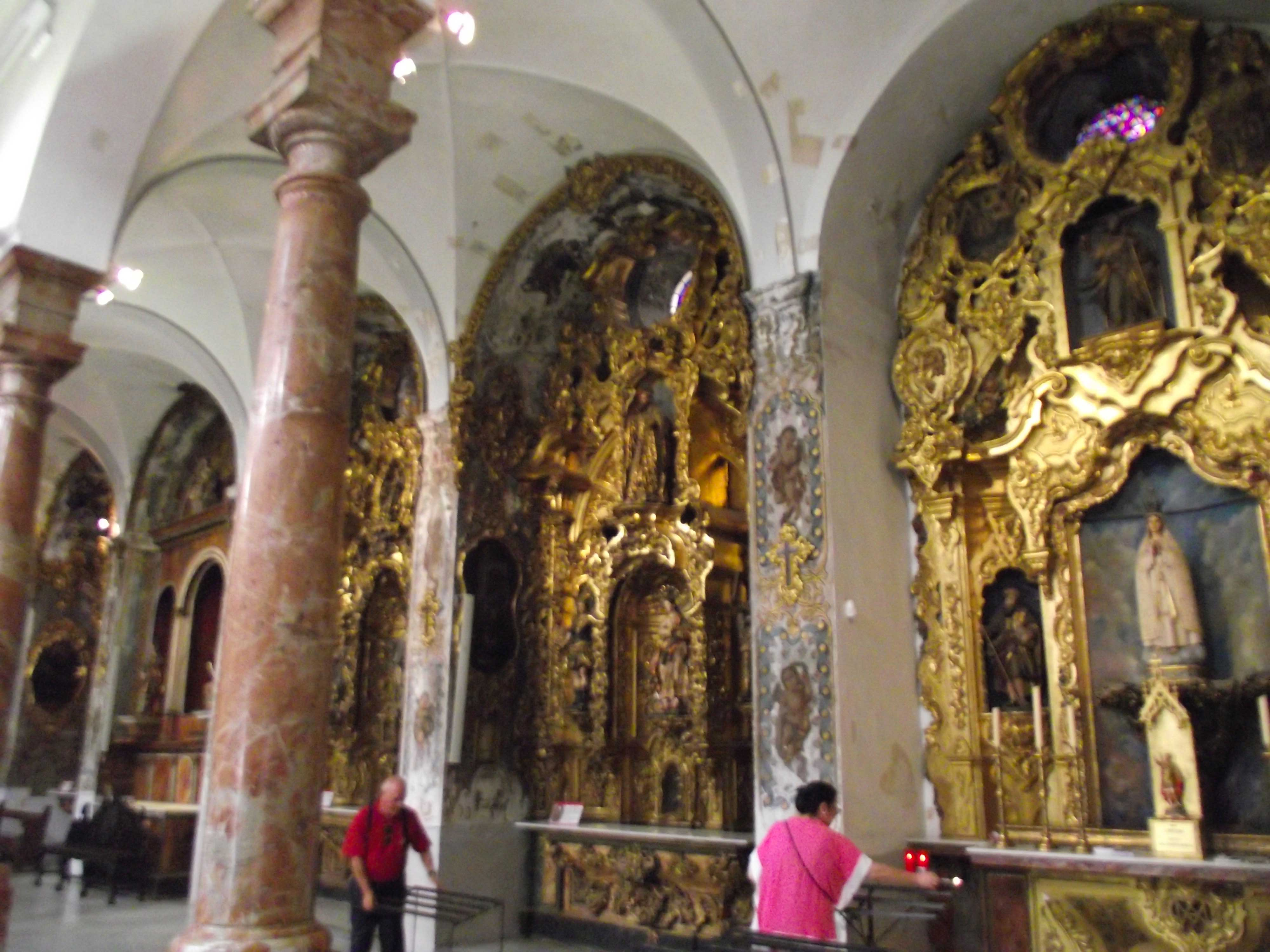

La parroquia de San Nicolás de Bari fue una de las creadas en la ciudad tras la conquista por Fernando III de Castilla en 1248. El primitivo templo se cree que debió de ser de estilo gótico-mudéjar, se reconstruyó en el siglo XVI y se volvió a reconstruir en el siglo XVIII, bendiciéndose en 1758, por el cardenal Francisco de Solís y Folch de Cardona.

## Descripción
El exterior posee dos puertas, una situada a los pies y otra en la nave del evangelio. El interior consta de cinco naves de igual longitud pero diferentes alturas separadas por arcos de medio punto levantados sobre columnas de mármol rojo traídas desde Génova.
Dentro de la iglesia se pueden admirar numerosos retablos, la mayoría de estilo barroco. En el retablo mayor destaca la hornacina central con la imagen de San Nicolás de Bari.
Entre las obras de arte más significativas, se encuentra la imagen del Cristo de la Salud realizada por Francisco de Ocampo en 1615. Esta imagen procede de otra hermandad actualmente extinguida que se llamaba Hermandad de la Antigua y Siete Dolores, la cual poseía capilla propia en el compás del antiguo Convento de San Pablo de Sevilla.
También es digna de mención la imagen de San José tallada por Ruiz Gijón en 1678 que se encuentra en uno de los retablos del lado de la epístola.
Debajo del altar mayor, se encuentra el panteón de la familia de los marqueses de Loreto.